# Eli Landsem
Eli Landsem (Rindal, 22 marzo 1962) è un'allenatrice di calcio ed ex calciatrice norvegese, di ruolo difensore.

## Carriera

### Giocatrice

#### Club
Eli Landsem ha vestito la maglia dell'Asker.

#### Nazionale
Ha giocato 15 partite per la Norvegia, mettendo a referto una rete. Ha esordito in squadra il 5 luglio 1979, schierata titolare nella sconfitta per 0-1 contro la Finlandia. Il 28 agosto 1982 ha realizzato l'unico gol, in occasione del pareggio per 2-2 contro l'Islanda.

### Allenatrice
Dal 1981 al 1982, ha allenato la squadra di pallavolo di una scuola della città di Jessheim. Nel 1986 è diventata allenatrice del Troll, formazione calcistica femminile militante nella terza divisione norvegese. Nel 1987, ha ricoperto il medesimo incarico nella formazione femminile del Lørenskog, in seconda divisione.
Nel 1988 ha guidato il Rindals-Troll, sempre in seconda divisione. L'anno successivo ha ricoperto un doppio incarico: mentre lavorava come allenatrice nelle giovanili della formazione femminile dell'Asker, è stata commissario tecnico della Norvegia under 16.
Dal 1990 al 1993 è stata scelta per guidare la prima squadra dell'Asker. Nel 1994 è diventata allenatrice della formazione maschile del Rælingen, ricoprendo l'incarico per tre stagioni. In questo periodo, la squadra ha chiuso al terzo posto della 3. divisjon in due occasioni.
Nel 1997 è tornata ancora all'Asker, rimanendoci fino al 2003. Nel 2004 è diventata allenatrice delle danesi del Fortuna Hjørring. Dal 2006 al 2007 ha guidato nuovamente l'Asker.
Nel 2009 è diventata commissario tecnico della Nazionale maggiore femminile norvegese. Ha guidato la squadra al mondiale 2011, in cui la Norvegia è stata eliminata al primo turno. Ha lasciato l'incarico alla fine del 2012.
Il 19 novembre 2014, dopo due anni di inattività, è stato reso noto che sarebbe diventata la nuova allenatrice del Fjellhamar nella 4. divisjon maschile, a partire dal 1º gennaio 2015.